# Kai Fischer (Soziologe)
Kai Fischer (geboren am 12. Juli 1963 in Hamburg) ist ein Soziologe, Hochschuldozent und Fundraising-Experte.

## Leben
Nach dem Abitur am Gymnasium Hartzloh in Hamburg 1983 und dem Zivildienst bei der Diakoniestation Alsterdorf studierte Kai Fischer ab 1984 Soziologie an der Universität Hamburg. Das Studium beendete er 1990 mit dem Diplom. Bis 1995 war er am Institut für Arbeit und Technik e. V. tätig, zunächst als freiberuflicher Mitarbeiter im Forschungsprojekt Technik im Öffentlichen Dienst, sodann ab 1992 wissenschaftlicher Mitarbeiter im Forschungsprojekt Arbeitsplatz des Fahrprüfers, für das er eine arbeitswissenschaftliche Studie mit qualitativen Methoden durchführte. Der Endbericht wurde 1995 unter gleichlautendem Titel veröffentlicht.
Erst im Jahr 2009 zog es Fischer zurück in die Forschung, an der Universität Bremen. Dort wurde er 2015 zur Gabe-theoretischen Fundierung des Fundraisings mit einer Arbeit unter dem Titel Warum Menschen spenden bei Dorle Dracklé im Fachbereich Kulturwissenschaft promoviert. In diesem Rahmen erarbeitete er einen Ansatz zu Gebe-Logiken zwecks differenzierter Betrachtung von Spenden-Handlungen und sozialen Beziehungsmustern. Unter Rückbezug auf den französischen Ethnologen Marcel Mauss stellt Fischer darin fest, dass der Akt des Spendens als Gabe-Handlung anzusehen ist. Die Gabe sei dabei zurückgebunden an den Gebenden, denn die Wahl der Gabe beeinflusse die Definition einer Beziehung. Spenden strukturierten mithin auch soziale Beziehungen. Die Promotion beendet er als Dr. phil mit dem Prädikat magna cum laude.
Kai Fischer ist verheiratet und hat zwei erwachsene Söhne. Er lebt in seiner Geburtsstadt Hamburg.

## Beruf
Nach einer einjährigen freien Tätigkeit in einer Unternehmensberatung bis 1995, gründete Fischer im Jahr 1996 die Unternehmensberatung VeWulff und Partner in Hamburg mit, der er bis 1997 angehörte. 1997 gründete Fischer mit zwei Partnern die Agentur für Multimedia-Marketing und Sponsoring GmbH AMM mit (ab 2006 AMM GmbH – Marketing + Fundraising + Digitale Kommunikation), für die er bis 2007 als geschäftsführender Gesellschafter tätig war. In diesem Umfeld erarbeitete Fischer auch Ansätze eines Fundraisings speziell für regional wirkende Organisationen. Ausgehend von einem ersten Höhepunkt der Internetwelle, zu der Zeit, als die Telekomaktie herausgegeben wurde und der Aktienmarkt für Tech-Werte in die Höhe schoss, war für Fischer eine Ausgangsfrage, wie Nonprofit-Organisationen das Internet nutzen und von diesen neuen Möglichkeiten profitieren können. Im Ergebnis folgte die Agenturgründung.
Im Jahr 2008 trat er als Partner in die Spendwerk GmbH mit Sitz in Jesteburg ein, für die er bis 2012 als geschäftsführender Gesellschafter tätig war. Zu seinen Arbeitsschwerpunkten zählte die Beratung von Nonprofit-Organisationen sowie die Konzeption und Umsetzung von Fundraising-Projekten. 2012 gründete er als geschäftsführender Partner die Firma Mission-Based Consulting – Fischer, Kulschewski und Partner, die bis 2017 bestand. Seit Januar 2018 ist er alleiniger Inhaber des Beratungsunternehmens Mission-Based Consulting in Hamburg. Sein Fokus liegt dort auf der strategischen Beratung von Nonprofit-Organisationen, der Gestaltung von Austauschbeziehungen sowie der Entwicklung narrativer Strukturen und der normativen Fundierung von Nonprofit-Organisationen. 2019 wurde er nach dem internationalen ANSI-Standard CFRE als zertifizierter Fundraiser ausgezeichnet.
Darüber hinaus unterrichtet Fischer seit 2002 an Hochschulen und Universitäten schwerpunktmäßig Theorie und Praxis des Fundraisings, so etwa seit 2010 an der Hochschule für Wirtschaft und Recht Berlin.
Kai Fischer war ab 1997 der erste Fundraising-Experte, der in Deutschland über das Thema Online-Fundraising Vorträge hielt und publizierte, insbesondere mit dem Schwerpunkt Fundraising regionaler Organisationen. Er übertrug den Mission-based Ansatz aus dem US-Raum auf die Bedingungen im deutschsprachigen Raum.

## Forschungsschwerpunkte
Aktuelle Forschungsprojekte bestehen zu Narrativen von Nonprofit-Organisationen im Fundraising und zum Zusammenhang von Spenden und Identität.
Ausgehend von der Frage, warum Online-Fundraising weniger erfolgreich als klassische Formen des Fundraisings ist, beschäftigte sich Kai Fischer mit der Frage, ob unterschiedliche Formen des Gebens identifiziert werden können. Die Beantwortung dieser Frage mündete in seiner Dissertation, in welcher er unter anderem unterschiedliche Gebe-Logiken als basale soziale Aktionsformen identifizierte, die Spendenhandlungen zugrunde liegen. Damit es seitens der Gebenden zum Akt des Spendens kommt, sind weitere Faktoren wie die Kommunikation der spendenempfangenden Organisationen nach außen sowie die Disposition der Gebenden zu berücksichtigen.
Im Anschluss an seine Dissertation beschäftigte sich Fischer in der Ausarbeitung seines Ansatzes mit Mission-Statements als normatives Fundament von Organisationen, ihren Narrativen und Storytelling auf der einen sowie den Dispositionen der Gebenden auf der anderen Seite. Hier liegt sein Forschungsinteresse zurzeit auf dem Zusammenhang von Spenden und Identität.

## Lehraufträge
- 2002–2006 Fachhochschule für Verwaltung und Rechtspflege Berlin (FHVR) im Studiengang Public Management
- 2007–2012 Universität Rostock, am Zentrum für Qualitätssicherung in Studium und Weiterbildung, im Studiengang Umweltbildung das Modul Fundraising
- seit 2010 Hochschule für Wirtschaft und Recht Berlin (HWR) im Master-Studiengang Nonprofit-Management und Public Governance für die Module Businessplanning und Marketing/Fundraising

## Mitgliedschaften
- seit 1997 Koordinator und Leiter der Regionalgruppe Hamburg des Deutschen Fundraising Verbands, zus. m. Gitta Roselius und Ulf Compart; 2006–2007 Mitglied der Strukturreformkommission; 2007–2011 Vorsitzender bzw. einfaches Mitglied im Ausschuss „Standards für die gute, ethische Fundraising-Praxis“ (Ethik-Kommission); seit 2014 Vorsitzender der Schiedskommission und Leiter der Fachgruppe „Politik und Zivilgesellschaft“, zus. m. Andreas Schlotmann[16]
- 1997–2000 Mitglied der Arbeitsschutzkommission ÖTV/Ver.di Hamburg
- 2001–2007 Gründungsmitglied, Fundraising für die Stiftung Future Hope e. V.
- 2003–2010 Mitglied im Stiftungsrat der Stiftung Agens, Leipzig[17]
- seit 2016 Mitglied im Forschungsverbund Fundraising und Zivilgesellschaft[18]

## Veröffentlichungen

### Monografien und Herausgeberschaften
- zus. m. A. Frosch, H. J. Krankenhagen, T. Neuhaus, A. Raftopoulo: Der Arbeitsplatz des Fahrprüfers. Fachverlag NW in Carl Ed. Schünemann KG, Bremerhaven 1995, ISBN 978-3-89429-916-3.
- zus. m. Manfred Wielandt: Fundraising mit Publikationen. Heft 14 der Fachschriften der Bundesarbeitsgemeinschaft Sozialmarketing e. V., Nonprofit Verlag & Service, Bietigheim-Bissingen, März 1997, ISBN 978-3-932624-14-8.
- zus. m. André Neumann: Multi-Channel-Fundraising – clever kommunizieren, mehr Spender gewinnen. Gabler, Wiesbaden 2003, ISBN 978-3-409-12006-7.
- zus. m. Bettina Hohn und Thomas Kreuzer: Fundraising Praxis – aus erfolgreichen Beispielen lernen: Jahrbuch Fundraising 2005. BoD, Norderstedt 2005, ISBN 978-3-8334-2951-4.
- zus. m. Ehrenfried Conta Gromberg: Die 10 Mythen im Fundraising: Warum regionale Fundraiser nicht alles glauben sollten. Spendwerk GmbH, Jesteburg 2009, ISBN 978-3-940354-35-8.
- Warum Menschen spenden. Ein Beitrag zur Gabe-theoretischen Fundierung des Fundraisings. Mission-Based Verlag, Hamburg 2015, ISBN 978-3-9817457-0-2.[19]
- Mission-Based Fundraising. Höhere Spenden durch langfristige Beziehungen. Mission-Based Verlag, Hamburg 2019, ISBN 978-3-9817457-2-6.

### Beiträge in Anthologien (Auswahl)
- zus. m. Friedrich Haunert und Thomas Kreuzer: Was ist Fundraising? In: Fundraising Akademie (Hrsg.): Fundraising. Handbuch für Grundlagen, Strategien und Methoden. 7. Aufl., Springer Gabler, Wiesbaden 2016, ISBN 978-3-658-07109-7, S. 77–91.
- Strategien im Fundraising. In: Fundraising Akademie (Hrsg.): Fundraising. Handbuch für Grundlagen, Strategien und Methoden. S. 173–184.
- Gebe-Logiken. In: Fundraising Akademie (Hrsg.): Fundraising. Handbuch für Grundlagen, Strategien und Methoden. S. 46–56.
- Multi-Channel-Fundraising. In: Fundraising Akademie (Hrsg.): Fundraising. Handbuch für Grundlagen, Strategien und Methoden. S. 801–810.
- Anlass-Spenden – ein traditioneller Klassiker im neuen Gewand. In: Gesa Birnkraut, Rainer Lisowski, Stefanie Wesselmann, Rolf Wortmann (Hrsg.): Jahrbuch für Management in Nonprofit-Organisationen 2012: Nonprofit Management Yearbook 2012. Lit Verlag, Berlin 2012, ISBN 978-3-643-11644-4, S. 99–112.
- ... und wo bleibt die Moral – Zum Zusammenhang von Werten und Fundraising. In: Udo Hahn, Thomas Kreuzer, Susanne Schenk, Gury Schneider-Ludorff (Hrsg.): Geben und Gestalten. Brauchen wir eine neue Kultur der Gabe?. Reihe Fundraising-Studien: Zu Kunst und Kultur der Gabe, Bd. 4. Lit Verlag, Berlin 2008, ISBN 978-3-8258-1278-2, S. 155–166.
- zus. m. Annette Krause: Fundraising regionaler Organisationen. In: Paritätischer Gesamtverband und Paritätische Akademie (Hrsg.): Arbeitshandbuch – Finanzen für den sozialen Bereich. 14. aktual. Auflage. Dashöfer Verlag, Hamburg 2005, ISBN 978-3-938553-22-0.
- Erfolgsfaktoren für das Online-Fundraising. In: Paritätischer Gesamtverband und Paritätische Akademie (Hrsg.): Arbeitshandbuch – Finanzen für den sozialen Bereich.
- zus. m. André Neumann: Von der Spenderverwaltung zum Beziehungsmanagement. Multi-Channel-Fundraising als neue Herausforderung. In: Handbuch KulturManagement, E 4.3 Ausgabe 45 (Februar 2002).
- zus. m. Bettina Hohn: Online-Fundraising. Von der Konzeption zur strategischen Umsetzung. In: Hans W. Brockes: Leitfaden Sponsoring & Event-Marketing: Für Unternehmen, Sponsoring-Nehmer & Agenturen. Raabe Verlag, Stuttgart 2000, ISBN 978-3-8183-0501-7, C 2.7.

### Beiträge in Zeitschriften (Auswahl)
- Warum es immer weniger Spender gibt. In: Fundraiser Magazin, Nr. 6/2015, ISSN 1867-0563.
- Mission-Based Budgeting – in fünf Schritten zum richtigen Etat. In: SozialWirtschaft, Jg. 25 (2015) Heft 4, Nomos-Verlag, Baden-Baden 2015, ISSN 1613-0707, S. 7–9.
- 20 Jahre Fundraising in Deutschland. Eine kritische Reflexion. In: Michael Vilain und Sebastian Wegner (Hrsg.): Social Talk 2014: Was kann Fundraising noch in einem modernen Finanzmanagement leisten?, Institut für Zukunftsfragen der Gesundheits- und Sozialwirtschaft der Evangelischen Hochschule Darmstadt, Darmstadt 2015.
- Neuspendergewinnung beginnt vor der eigenen Haustür. In: Fundraiser Magazin, Nr. 3/2009, ISSN 1867-0563, S. 24–25.
- Provisionen – der Fluch im Fundraising. In: Fundraising Aktuell. Nr. 1/2008, ISSN 1611-4078, S. 34–42.
- Männer und Spenden – Der weiße Fleck auf der Landkarte des Fundraisings? In: Fundraiser, Frühjahr 2007.
- Warum Online-Fundraising nicht funktioniert – und manchmal trotzdem erstaunlich erfolgreich ist. In: Fundraising Aktuell, Nr. 1/2006, ISSN 1611-4078.